# Kostov Island
Kostov Island  (englisch; bulgarisch Костов остров Kostow ostrow) ist eine in nord-südlicher Ausrichtung 380 m lange, 210 m breite und felsige Insel im Archipel der Südlichen Orkneyinseln. Sie l,75 km nordnordöstlich des südöstlichen Ausläufers von Coronation Island, 2,48 km südlich der nordöstlichen Begrenzung der Einfahrt zum Spence Harbour und 4,3 km westsüdwestlich des Kap Disappointment von Powell Island in der Lewthwaite Strait.
Die bulgarische Kommission für Antarktische Geographische Namen benannte sie 2019 nach Kosjo Kostow, Kapitän des Trawlers Afala, der von März bis August 1985 sowie in der Fischereisaison 1985/86 in den Gewässern um Südgeorgien operiert hatte.